# Palacio Sajón

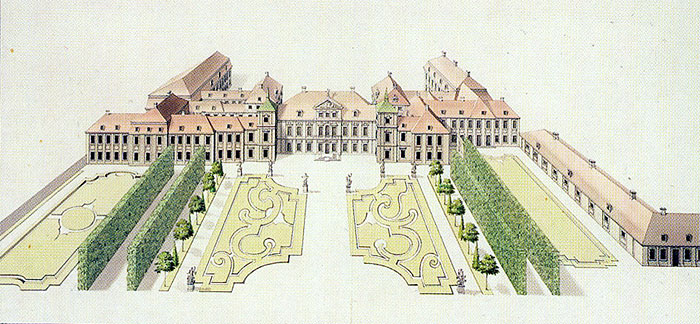
El Palacio Sajón en el, visto desde el Jardín Sajón.

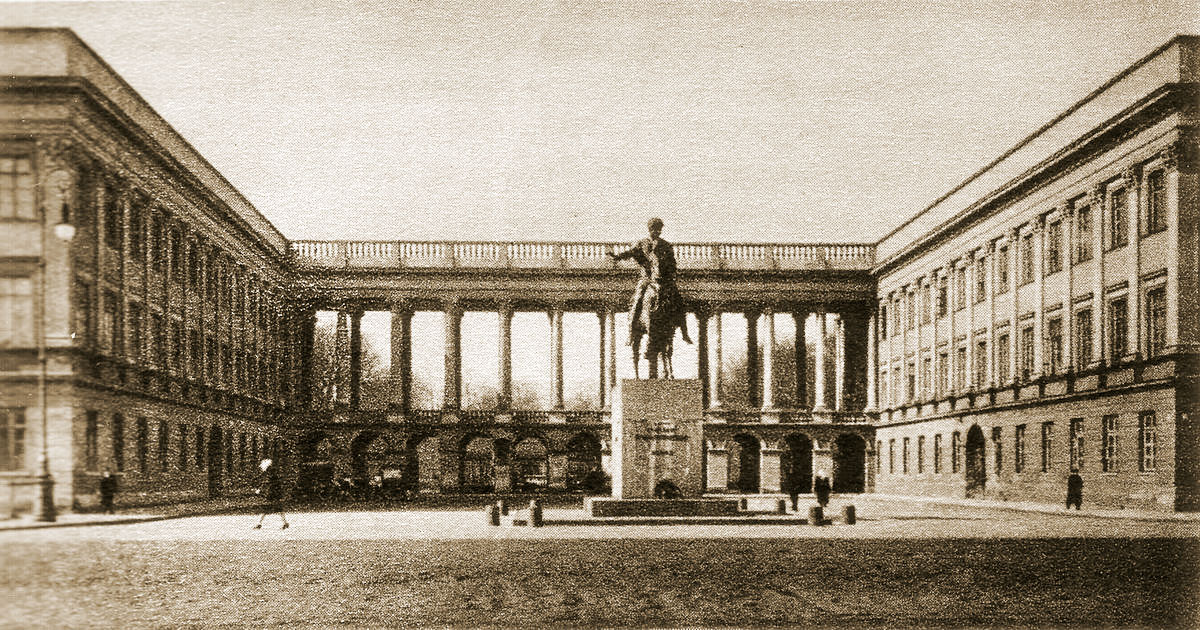
El Palacio Sajón visto desde la Plaza Sajona. Delante de la arcada que alberga la Tumba del Soldado Desconocido está la estatua ecuestre del Príncipe Józef Poniatowski (trasladada tras la Segunda Guerra Mundial a Krakowskie Przedmieście, frente al Palacio Presidencial).

El Palacio Sajón (en polaco: Pałac Saski) fue uno de los edificios más importantes de Varsovia, Polonia antes de su destrucción en la Segunda Guerra Mundial. Actualmente está en proyecto la reconstrucción del edificio.

## Historia

### Hasta la Primera Guerra Mundial
El Palacio Sajón sustituyó a una casa solariega que perteneció a Tobiasz Morsztyn. Después de 1661 su hermano y heredero Jan Andrzej Morsztyn sustituyó la casa solariega por un palacio barroco (Pałac Morsztynów, "Palacio Morsztyn"), que tenía cuatro torres.
En 1713 el Palacio Morsztyn fue comprado por el primero de los dos reyes sajones de Polonia, Augusto II (que reinó en 1697–1706 y 1709–33), quien empezó a ampliarlo. En 1748 su hijo, el rey Augusto III, completó la reconstrucción del palacio.
A principios del siglo XIX, el Palacio Sajón albergó el Liceo de Varsovia, en el que el padre de Frédéric Chopin, Nicolas Chopin, enseñaba francés y vivía con su familia en los terrenos del palacio.
El palacio fue remodelado en 1842.

### Período de entreguerras
Tras la Primera Guerra Mundial, el Palacio Sajón fue la sede del Estado Mayor de Polonia. En 1925 se decidió situar la Tumba del Soldado Desconocido en la arcade que unía las dos alas simétricas del palacio.
El palacio se situaba entre el Jardín Sajón, detrás de él, y la Plaza Sajona por delante (que se renombraría Plaza Piłsudski tras la muerte del mariscal Józef Piłsudski en 1935).
En este edificio se "rompió" por primera vez la máquina Enigma en diciembre de 1932 y desde él se leyeron los mensajes codificados durante varios años, hasta que en 1937 el Biuro Szyfrow ("Oficina de Criptografía") del Estado Mayor se trasladara a una nueva sede diseñada específicamente para él cerca de Pyry, en los Bosques Kabaty, al sur de Varsovia.
Durante la Segunda Guerra Mundial, el Palacio Sajón fue demolido por los alemanes como parte de la Destrucción de Varsovia tras la represión del Alzamiento de Varsovia de 1944. Solo continuaron en pie algunas partes de la arcada central, que albergaban la Tumba del Soldado Desconocido, que de algún modo consiguió sobrevivir.

### Después de la Segunda Guerra Mundial
Hay un proyecto para reconstruir el Palacio Sajón. En 2006 se excavaron los sótanos del palacio, descubriendo unos veinte mil objetos. Estaba previsto que la reconstrucción se completara en 2010. El palacio albergaría el ayuntamiento de Varsovia, pero debido a los recortes presupuestarios de Varsovia, causados por la crisis económica de 2008-2015, la reconstrucción está paralizada indefinidamente.
El 11 de noviembre de 2018, en celebración por el centenario de la independencia de Polonia tras la Primera Guerra Mundial, el presidente Andrzej Duda reafirmó y ratificó la intención de reconstruir el palacio.

## Galería de imágenes

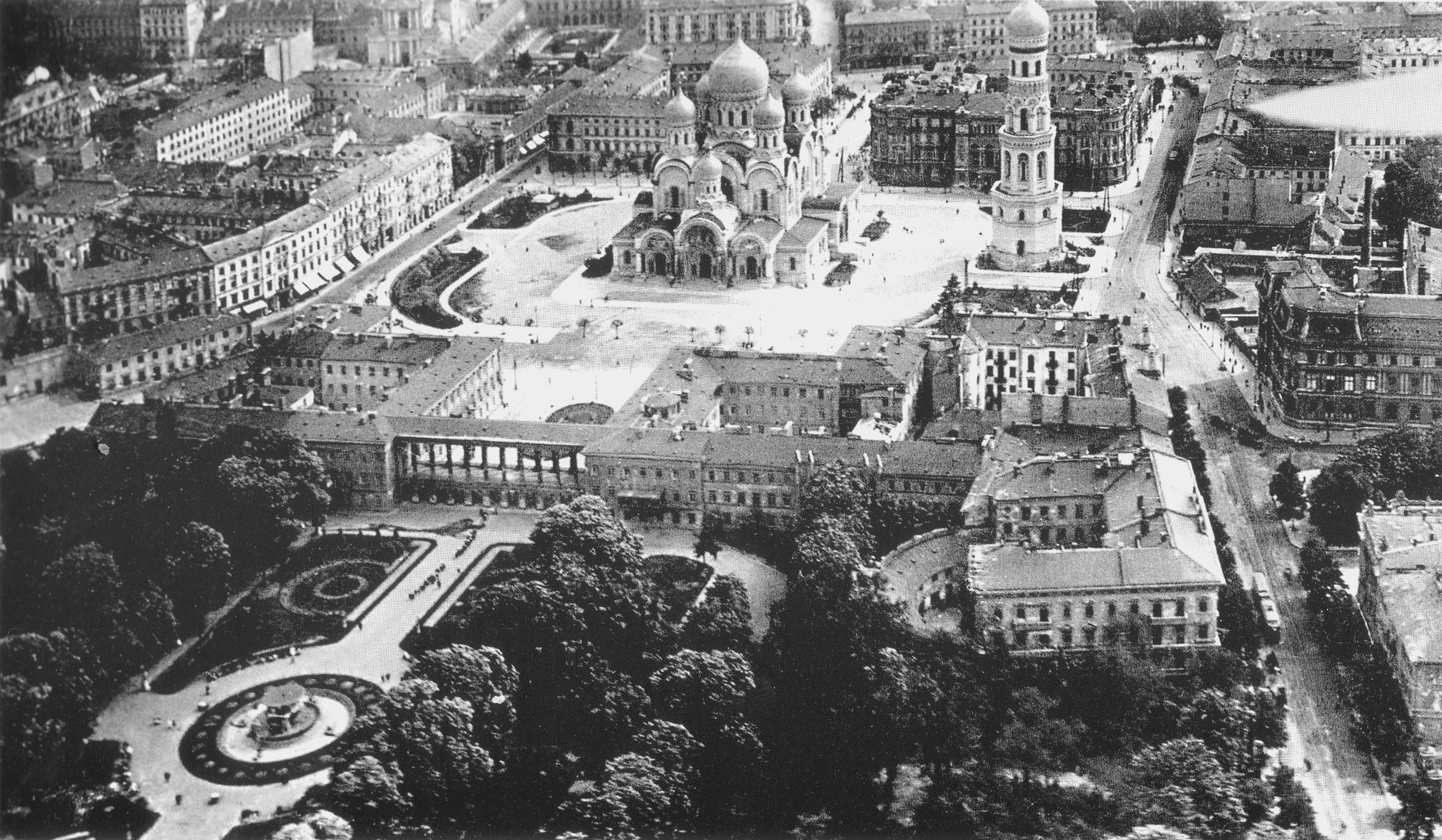
El Palacio (centro) y la Catedral de Alejandro Nevsky (arriba) antes de 1924, cuando empezó la demolición de la Catedral.
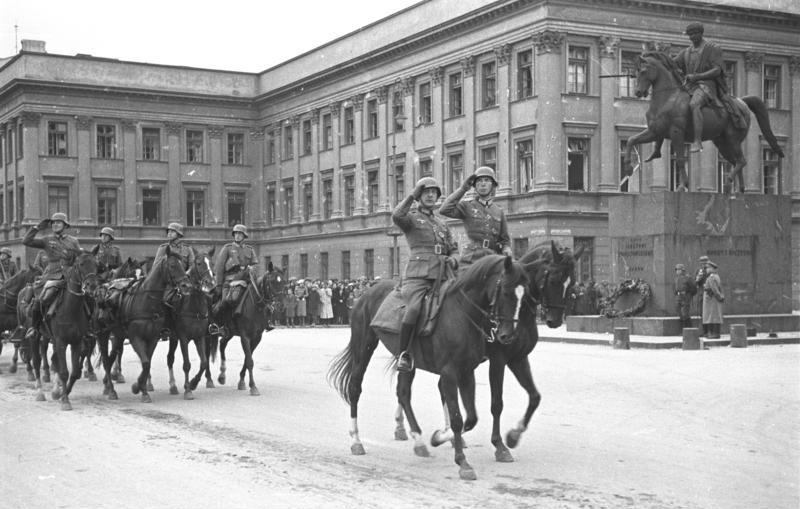
Desfile de la caballería alemana delante del Palacio, en otoño de 1939.
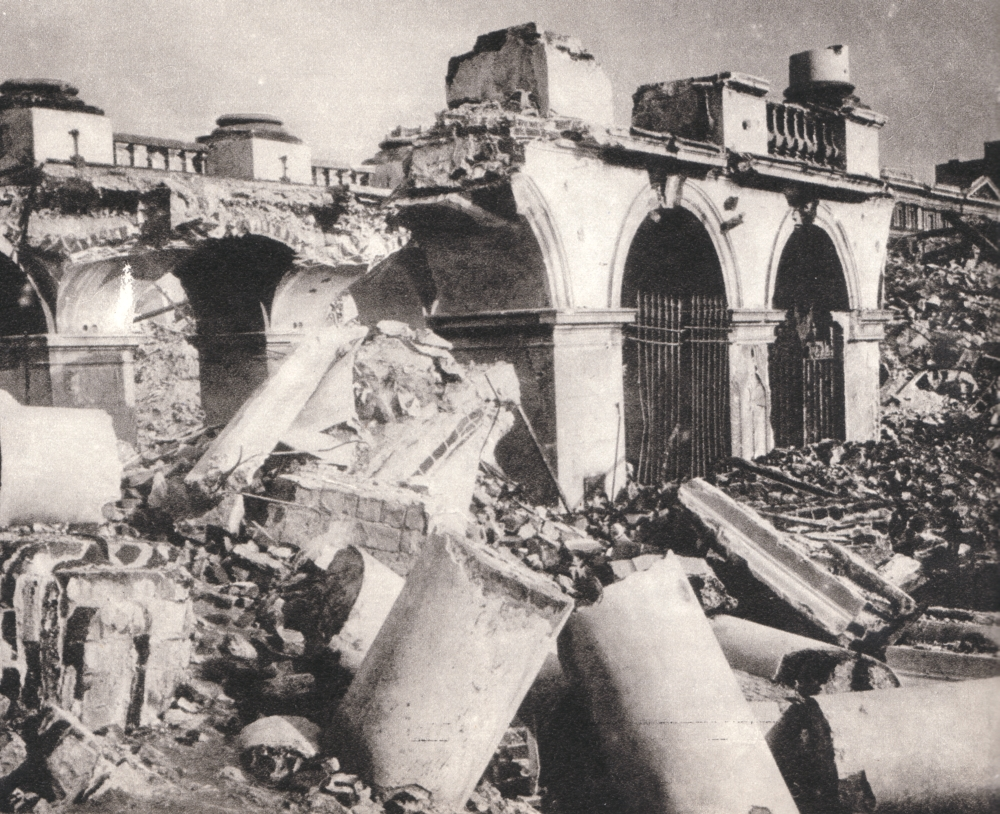
Restos del Palacio en 1945.
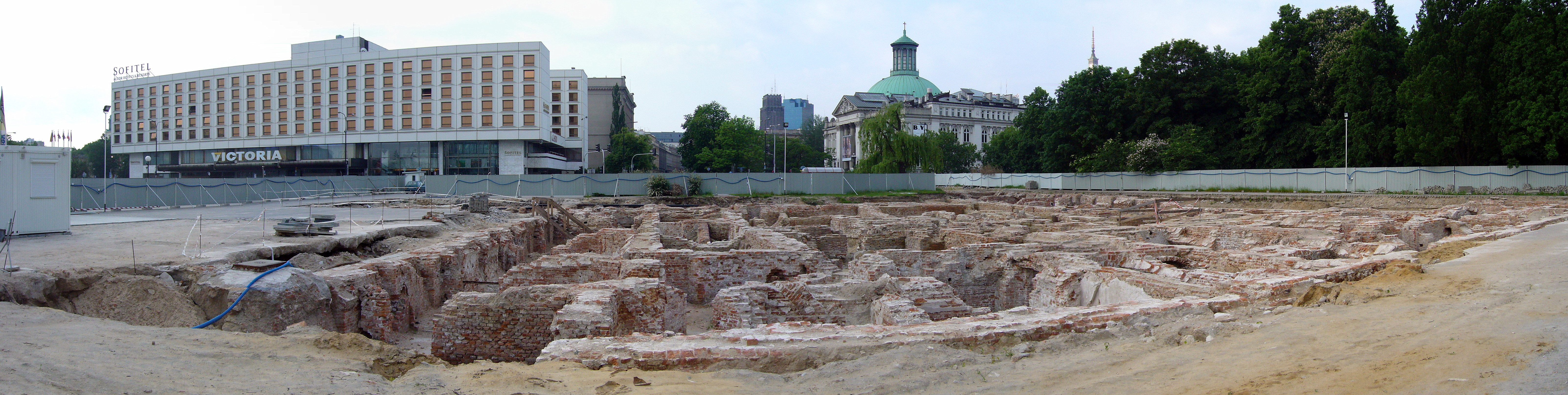
Los cimientos del Palacio, excavados en 2006.
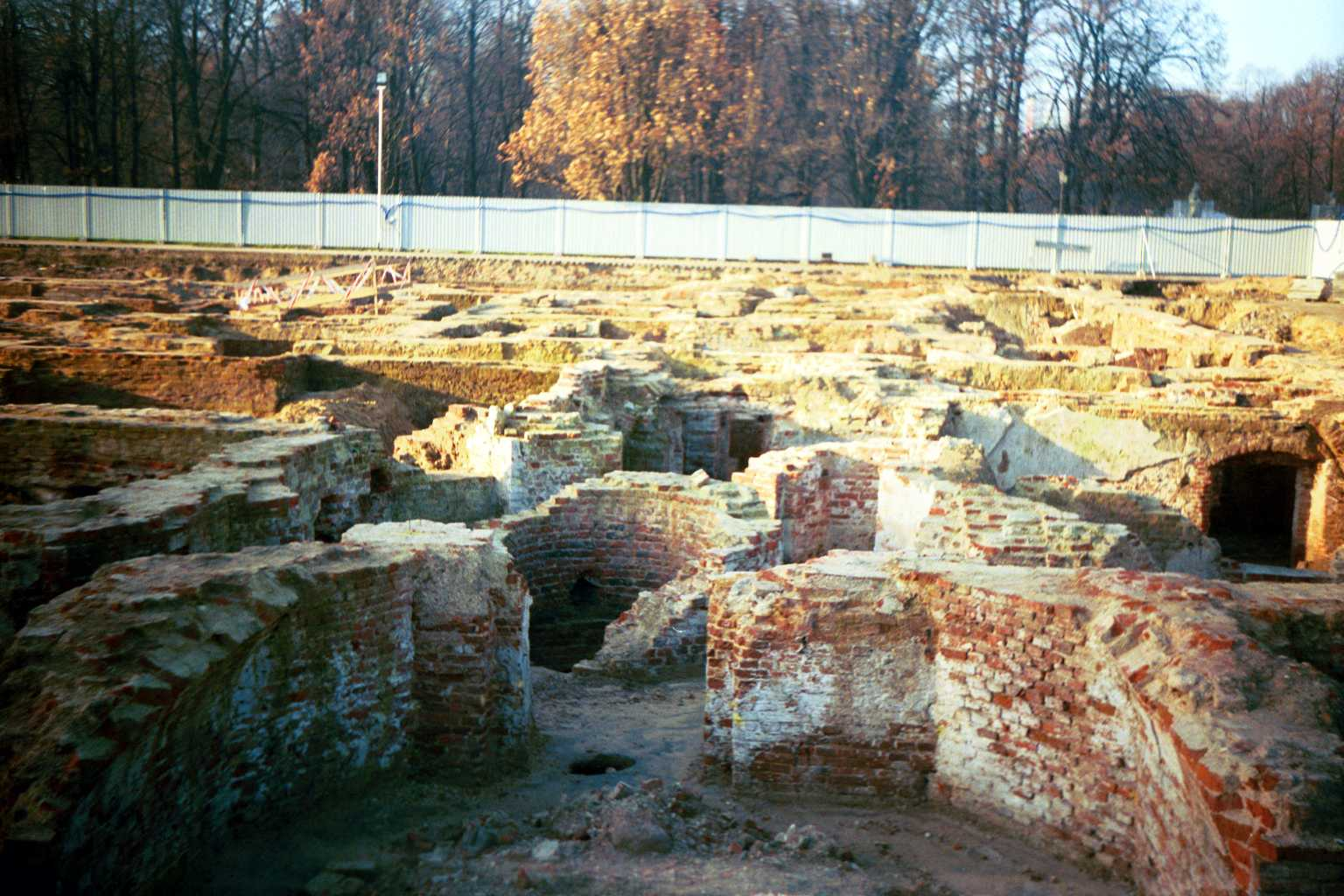
Otra imagen de los cimientos del Palacio.